# Rachida Iaallala
Rachida Iaallala (Tanger, 3 juni 1958) is een Nederlands-Marokkaans actrice.

## Biografie
Iaallala kwam op haar veertiende naar Nederland, waar ze in 1981 met acteren begon. Zij speelde in diverse theater- en musicalvoorstellingen. Ook was ze te zien in diverse series en telefilms, waaronder Lieve Aisja, Goede tijden, slechte tijden, Oud geld, Monte Carlo en Leven en dood van Quidam Quidam. Naast haar televisiewerk ontwikkelde ze kindervoorstellingen voor het basisonderwijs. Ook heeft ze een Marokkaans eethuis gehad.
Met haar rol als Kenza in de televisieserie Dunya & Desie verwierf Iaallala bekendheid bij een groter publiek. De serie won diverse prijzen in binnen- en buitenland.

## Film en televisie
| Jaar      | Titel                           | Wat                 | Rol                                                                     |
| --------- | ------------------------------- | ------------------- | ----------------------------------------------------------------------- |
| 1998      | Goede tijden, slechte tijden    | Televisieserie      | moeder Azalaia                                                          |
| 1996      | Lieve Aisja                     | Film                | moeder                                                                  |
| 1998      | Duidelijke taal!                | Televisieserie      | (aflevering 'In de lappenmand')                                         |
| 1999      | Oud geld                        | Televisieserie      | (4 afleveringen)                                                        |
| 1999      | Leven en dood van Quidam Quidam | Televisieserie      | moslimvrouw                                                             |
| 2000      | Russen                          | Televisieserie      | moeder Hamid (aflevering 'Taxi')                                        |
| 2001      | Monte Carlo                     | Film                | Halima                                                                  |
| 2002      | Intensive Care                  | Televisieserie      | Nilou Tantay Swedan (aflevering 'Münchausen')                           |
| 2003      | Najib's moeder                  | Televisieserie      | Najib's moeder (aflevering #1.5)                                        |
| 2002-2004 | Dunya & Desie                   | Televisieserie      | Kenza El-Beneni                                                         |
| 2005      | Enneagram                       | Televisieserie      | moeder Karim (aflevering 'Impasse')                                     |
| 2006      | Shouf Shouf!                    | Televisieserie      | mevrouw Selah (aflevering 'Bezoek')                                     |
| 2006      | Keyzer & De Boer Advocaten      | Televisieserie      | mevrouw Boutella (aflevering 'De informant')                            |
| 2006      | Donkeygirl                      | Korte film          | vissersvrouw                                                            |
| 2007      | Van Speijk                      | Televisieserie      | Aisha's moeder (aflevering 'Mevrouw Baarsjes of niet Mevrouw Baarsjes') |
| 2007      | Sextet                          | Film                | Marokkaanse vrouw                                                       |
| 2007      | Het boze oog                    | Korte film          | Leila                                                                   |
| 2008      | Moes                            | Televisie-miniserie | Yasmina el Hamri                                                        |
| 2008      | Dunya en Desie                  | Film                | Kenza El-Beneni                                                         |
| 2008      | Alibi                           | Film                |                                                                         |
| 2008      | Liefde, dank je wel             | Televisiefilm       | moeder Naima                                                            |
| 2009      | Coach                           | Televisiefilm       | Sjarma Eouzzani                                                         |
| 2016      | Nieuwe Tijden                   | Serie               | moeder van Karim                                                        |
| 2017      | Broeders                        | Film                | Fadila                                                                  |
| 2020      | The Way to Paradise             | Film                | moeder van Najib                                                        |
| 2021      | Meskina                         | Film                | Najat                                                                   |
| 2021      | Liefde zonder grenzen           | Film                | moeder van Bram                                                         |
| 2021      | Zina                            | Serie               | Nadia Mourabit                                                          |
| 2023      | Oei, ik groei!                  | Film                | Karima                                                                  |
| 2023      | De Tatta's 2                    | Film                | Noor                                                                    |